# هومادا
بلدية هومادا (بالإسبانية: Humada)‏, هي إحدى بلديات مقاطعة برغش, التي تقع في منطقة قشتالة وليون, والتي تقع في شمال غرب إسبانيا.
يبلغ عدد سكانها 196 نسمة وفقاً لإحصائية سنة (2002).